# Manuel Cirer Arbona
Manuel Cirer Arbona   (Palma, 18 de juliol de 1860 - 1 de setembre de 1940) fou agent d'assegurances, articulista, polític i directiu de la Creu Roja.

## Biografia
Fill de Nadal Cirer i Dolors Arbona. Estudià el batxillerat a l'Institut Balear amb la promoció que es titulà el 1876. De jove milita en el Partit Lliberal Fusionista. Més endavant milita en el Partit Republicà Democràtic Federal i en el Partit Republicà Radical Socialista. Quan es constituí (8-IV-1934) el Partit d'Esquerra Republicana Balear, en fou designat president honorari. A les eleccions del novembre de 1911 fou elegit diputat de la Diputació Provincial pel partit republicà juntament amb Miquel Trian. A les eleccions de 1931 fou elegit regidor de l'Ajuntament de Palma. Prengué part en la vida cultural de l'illa a través de la publicació d'articles d'opinió i de crítica de pintura, participà en societats com l'Associació d'Artistes Pintors (1911-1915), de la qual era tresorer. Manté una amistat amb Ruben Dario. Liderà iniciatives com la d'aixecar a Palma un monument a Ramon Llull, motiu pel qual visità (23-XI-1912) el batlle de Barcelona i s'entrevista (octubre de 1913) amb el president de la Diputació de Barcelona, Enric Prat de la Riba. Juntament amb Baltasar Champsaur Sicilia, Josep Monlau, Eusebi Estada i Alexandre Rosselló va fer part de la Junta directiva de l'Ateneu Balear elegida el 1888, en la segona etapa de la institució.Dictà conferències i publicà articles d'opinió sobre temes d'actualitat en els quals defensà posicions nacionalistes, catalanistes, progressistes i republicanes. Dirigí (1884-1985) el setmanari Ecos y Brisas, col·laborà (1899) a la revista Fígaro i als diaris La Almudaina i Última Hora.
Va mandar la construcció de Villa Antonia en el barri del Terreny de Palma
Va tenir sis fills amb la seva esposa Antonia Homs Bonafé, Aurora, Alfredo, Augusto, Alberto, Amelia i Armando. Els tres primers varen emigrar a Cuba al negoci del seu germà politic, Gaspar Homs (Casa Armadora Homs) dedicat al cultiu de l'esponja a Batabanó.